# 1997년 6월
| 1997년: 1월 · 2월 · 3월 · 4월 · 5월 · 6월 · 7월 · 8월 · 9월 · 10월 · 11월 · 12월 |

| <           | 1997년 6월 | 1997년 6월 | 1997년 6월 | 1997년 6월 | 1997년 6월 | >          |
| 일          | 월         | 화         | 수         | 목         | 금         | 토         |
| 1 4.26 갑술 | 2 27 을해  | 3 28 병자  | 4 29 정축  | 5 5.1 무인 | 6 2 기묘   | 7 3 경진   |
| 8 4 신사    | 9 5 임오   | 10 6 계미  | 11 7 갑신  | 12 8 을유  | 13 9 병술  | 14 10 정해 |
| 15 11 무자  | 16 12 기축 | 17 13 경인 | 18 14 신묘 | 19 15 임진 | 20 16 계사 | 21 17 갑오 |
| 22 18 을미  | 23 19 병신 | 24 20 정유 | 25 21 무술 | 26 22 기해 | 27 23 경자 | 28 24 신축 |
| 29 25 임인  | 30 26 계묘 |            |            |            |            |            |

| 편집하기 |